# Paraplonobia harteni
Paraplonobia harteni är en spindeldjursart som först beskrevs av Meyer 1996.  Paraplonobia harteni ingår i släktet Paraplonobia och familjen Tetranychidae. Inga underarter finns listade i Catalogue of Life.